# Захват форта Тикондерога
Захват форта Тикондерога (англ. Capture of Fort Ticonderoga) — событие начала войны за независимость. 10 мая 1775 года американские колонисты из Вермонта и Массачусетса внезапно напали на британский гарнизон форта Тикондерога и захватили форт, взяв в плен весь гарнизон. Захваченные в форте пушки позднее были размещены на Дорчестерских высотах и  сыграли решающую роль в окончании осады Бостона.
Захват форта стал первым наступательным действием американских колонистов. Захватив Тикондерогу, американцы затем 11 мая захватили соседний форт Краун-Пойнт, а через несколько дней совершили рейд на форт Сен-Жан в провинции Квебек, захватив много орудий, боеприпасов и даже боевой корабль. Эти сражения были небольшими на тактическом уровне, но имели большие стратегические последствия: они нарушили коммуникацию английской армии между Квебеком и Бостоном и дали американцам удобную базу для наступления на Квебек. В этих сражениях впервые проявили себя командиры Аллен и Арнольд.

## Предыстория
Форт Тикондерога имел важное стратегическое значение в годы войны с французами и индейцами: здесь французы разбили британскую армию в сражении при Карильоне в 1758 году, а затем англичане захватили этот форт в 1759 году. В 1763 году Франция уступила Британии свои владения в Канаде и форт перестал быть пограничным укреплением и утратил своё стратегическое значение, хотя и контролировал важную водную коммуникацию между Нью-Йорком и Квебеком.
Перед тем как покинуть форт, французы взорвали его пороховой погреб, который так и не был восстановлен. В 1775 году в форте размещалось лишь небольшое подразделение 26-го пехотного полка: два офицера и 46 рядовых, многие из которых были ограниченно пригодны к строевой службе. Кроме них в форте находились 25 человек женщин и детей. Историк Кристофер Уорд описывал форт в 1775 году как нечто, более похожее на деревню, чем на форт, но прежняя слава форта ещё жила, и его называли «Вратами континента» или «Гибралтаром Америки».
Ещё до начала боевых действий американцы обратили внимание на форт. Колонистам не хватало оружия, а в форте хранилось много тяжёлых орудий, гаубиц и мортир. Форт стоял на берегу озера Шамплейн, на стратегическом пути между Тринадцатью колониями и Британской Канадой. Из этого форта англичане могли бы атаковать провинцию Массачусетс и Бостон. Англичане тоже задумывались об укреплении форта. 2 ноября 1774 года лорд Дартмут приказал генералу Гейджу привести оба форта в обороноспособное состояние, но Гейдж не придал большого значения этому приказу. Только когда 19 апреля 1775 года начались боевые действия (сражения при Лексингтоне и Конкорде), Гейдж осознал ценность форта и отправил из осаждённого Бостона письмо в Квебек генералу Карлтону, рекомендуя восстановить и укрепить форты Тикондерога и Краун-Пойнт, и перевести в последний 7-й пехотный полк. Но Карлтон получил это письмо только 19 мая, когда форт был уже потерян.
Через несколько дней после столкновений под Лексингтоном капитан Бенедикт Арнольд встретился с полковником Самуэлем Парсонсом и рассказал ему, что в юности несколько раз проезжал мимо фортов Тикондерога и Краун-Пойнт, и видел там много хороших орудий, и что отряд в несколько сотен человек легко может захватить форт со всеми орудиями. Через несколько дней он рассказал об этой идее генералу Израэлю Патнэму. В конце апреля Арнольд прибыл в лагерь американской армии в Кембридж, где 30 апреля выступил перед массачусетским Комитетом спасения. Континентальный конгресс в те дни ещё не решался на активные действия, но радикально настроенные массачусетцы полагали, что надо действовать быстро, чтобы англичане не нанесли им удар в тыл. Уже через два дня комитет отправил небольшую комиссию к генералу Артемасу Уорду, осаждавшему Бостон, и ими было решено, что Массачусетс выдаст Арнольду 100 фунтов, а Уорд выдаст 10 лошадей, 200 фунтов пороха, 200 фунтов свинца и 1000 кремней. 3 мая массачусетский конгресс дал добро на атаку форта Тикондерога.
На решение конгресса повлияла и миссия адвоката Джона Брауна, который был тайно послан из Массачусетса в Монреаль двумя месяцами ранее. Он тоже видел форт Тикондерога и полагал, что его необходимо захватить.
Между тем полковник Парсонс продолжал размышлять над предложением Арнольда. Он знал, что провинции Коннектикут остро не хватает орудий для защиты побережья, и орудия Тикондероги очень бы пригодились для этих целей. Он явился на секретную встречу коннектикутского Комитета по корреспонденции и предложил захватить Тикондерогу прежде, чем это успеют сделать Нью-Йорк и Массачусетс. Напасть на форт в соседней британской провинции было бы противозаконным актом войны, но комитет закрыл глаза на противозаконность этого акта и выделил 300 фунтов на подготовку этой экспедиции.

## Подготовка

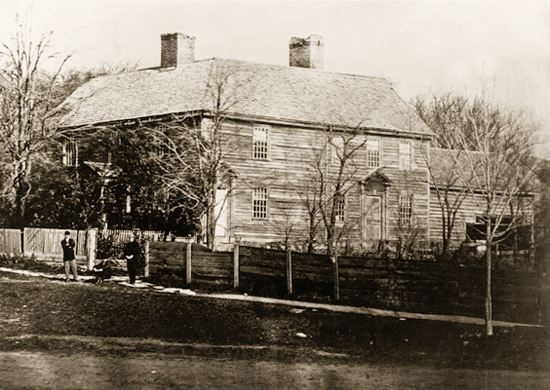
Таверна Катамаунт в конце XIX века.

3 мая Арнольд получил приказ на наступление, а уже 6 мая прибыл на границу Массачусетса и Вермонта, где узнал, что Аллен уже сам наступает на Тикондерогу. Он выяснил, что отряд Аллена невелик (всего 130 человек) и ему не хватает пороха и провизии, поэтому он едва ли сможет атаковать форт. Поэтому Арнольд бросился нагонять Аллена и прибыл в Беннингтон. Он так спешил, что загнал коня и впоследствии выставил за него счёт в 16 фунтов Конгрессу Массачусетса. Он явился в таверну Катамаунт, штаб Аллена в Беннингтоне, и из-за его красного мундира его первоначально приняли за англичанина, так что ему пришлось предъявлять свои бумаги. Коннектикутцы объяснили ему, что сами избрали своих офицеров: Аллена полковником, Джеймса Истона из Питтсфилда подполковником, Джона Брауна из Питтсфилда майором, а Мотта капитаном. У них не было формального приказа, но они просто следовали за своими офицерами. Арнольд предъявил свои приказы и обратил внимание, что генерал Уорд лично присвоил ему звание полковника.

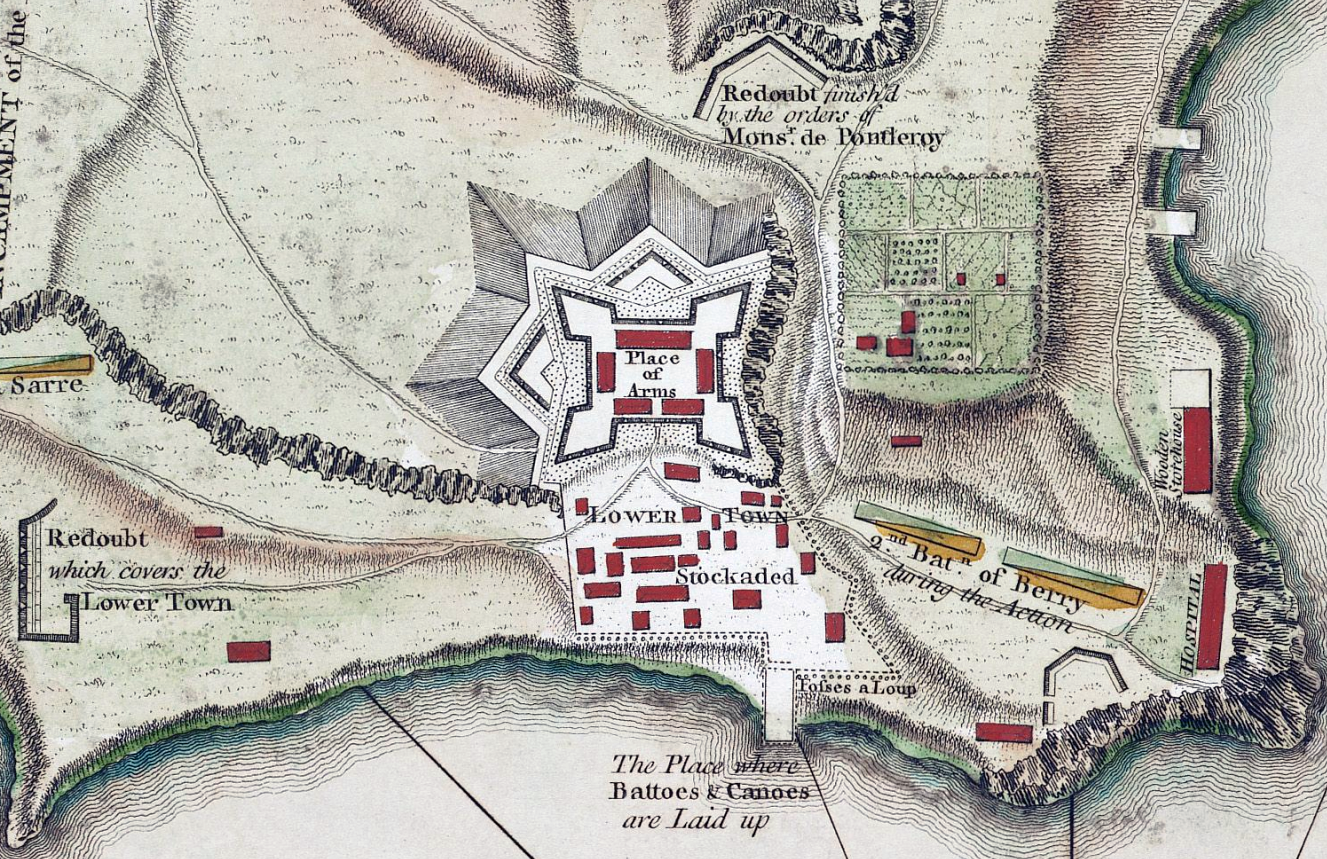
Карта форта Тикондерога 1758 года

7 мая Арнольд прибыл в Каслтон, но и там уже не было Аллена, который уже отбыл в Шорхем. В Каслтоне капитан Мотт рассказал Арнольду план нападения на форт. Арнольд снова заявил, что он уполномочен командовать наступлением, что вызвало протесты и едва ли не бунт среди собравшихся ополченцев. Не сумев убедить Мотта и его людей, Арнольд отправился на поиски Аллена в Шорхем, а Мотт отправился за ним на всякий случай. Встретив Аллена, харизматичный Арнольд заставил его признать подчинённое положение, но ополченцы Аллена сложили оружие и сказали, что разойдутся по домам, если ими будет командовать кто-то кроме самого Аллена. Арнольду пришлось противостоять двум сотням агрессивно настроенных военных, но он проявил выдержку и упорство, и сумел добиться компромиссного решения: он согласился, что Аллен будет командовать своим отрядом Green Mountain Boys и коннектикутскими ополченцами, а он сам возглавит массачусетское ополчение.
Вечером 9 мая Арнольд, Аллен и 250 ополченцев выступили из Шорхема по старой Краун-Пойнтской дороге. Английские военные в форте не ожидали нападения. Правительство колонии Нью-Йорк ещё надеялось на примирение с Англией и категорически запретило нападать на британские посты. Континентальный конгресс в Филадельфии тоже не давал разрешения нападать на англичан кроме тех случаев если они не станут грубо нарушать права массачусетцев. Война ещё не была объявлена, поэтому нападение на Тикондерогу происходило фактически против воли Конгресса. Но Арнольд не знал настроений в форте и был готов к худшему. В ночной темноте 230 человек собрались на восточном берегу озера Шамплейн. Отряд, ранее посланный в Скинсборо, должен был доставить захваченные там лодки, но к 01:30 часам 10 мая никто не пришёл. Только в 03:00 появилась одна большая плоскодонная лодка (бато).

## Захват форта
В момент прибытия лодки Арнольд и Аллен как раз пришли к решению, что стоит атаковать форт теми силами, которые им удастся переправить через озеро в ближайший час. На лодке было переправлено 40 человек с боеприпасами. За 90 минут времени удалось переправить 83 человека. Аллен впоследствии утверждал, что построил весь отряд в линию и обратился к ним с короткой речью, назвав атаку форта отчаянной попыткой, на которую способны только храбрейшие.

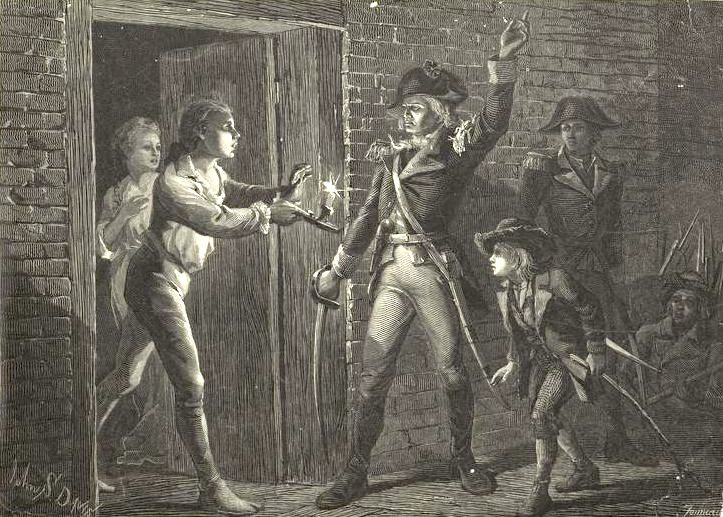
Гравюра 1875 года, изображающая Аллена у комнаты Делаплейса

В 04:00 отряд подошёл к воротам крепости, которые в то время не закрывались. Около ворот находилась будка караульного, который в это время дремал, и ещё одни небольшие ворота. Когда Арнольд и Аллен вошли в малые ворота, караульный проснулся и навёл на них ружьё, но оно дало осечку, поэтому он бросил его и обратился в бегство. Чуть позже отряд встретил второго караульного, который выстрелил в Аллена, но промахнулся, а Аллен ударил его по голове саблей, хотя и не нанёс существенного вреда. Караульный был схвачен и ему велели показать дорогу к дому командующего. Арнольд обнаружил казармы и сложенные перед ними мушкеты, и приказал своим людям ворваться в казармы и взять в плен всех, кто будет обнаружен. Сам он вместе с Алленом отправился через плац к западной стене к офицерским комнатам, с криками «No quarter, no quarter» (Не давать пощады). Их заметил лейтенант Джослин Фелтам, который неодетым бросился к комнате командующего, капитана Делаплейса. Тот ещё только одевался, когда к дверям комнаты Арнольд и Аллен. Фелтам спросил их, по чьей воле они посмели войти в форт Его Величества, на что Аллен ответил: «Именем великого Иеговы и Континентального конгресса!». Арнольд показал ему приказы американского командования, а Аллен между тем заявил Фелтаму, что если хоть одно ружьё выстрелит, то в живых не оставят никого, включая мужчин, женщин и детей. Фелтам потом вспоминал, что Арнольд вёл себя более тактично, и именно благодаря ему американцы не ворвались в комнату командующего и дали ему спокойно одеться.
Делаплейс вышел из комнаты и официально сдался. Офицеров отправили под стражу, а рядовых построили на плацу. В это время вермонтцы начали проникать в форт и их скопилось почти 400 человек. Они обнаружили запасы рома, и вскоре началась неразбериха. Арнольд пытался навести порядок, прекратить мародёрство и подготовить орудия и порох к вывозу из форта, но его усилия не дали результата. Впоследствии Арнольд писал Массачусетскому комитету, что первоначально они с Алленом командовали совместно, но теперь Аллен перестал ему подчиняться и не давал ему препятствовать мародёрству. В какой-то момент один из ополченцев даже навёл ружьё на Арнольда и обещал пристрелить его, если тот будет вмешиваться в разграбление форта. Позже в форт прибыл Барнабас Дин (Брат конгрессмена Сайласа Дина); по его словам, Аллен даже задумывал воспользоваться захватом форта Тикондерога, чтобы присоединить эту территорию к Вермонту.

## Последствия
Захват форта стал крупным успехом американцев, им удалось захватить в плен 50 солдат регулярной армии, не понеся никаких потерь. Вице-губернатор Нью-Йорка был удивлён этим событием, о чём написал лорду Дартмуту, и тот в свою очередь, назвал это событие «экстраординарным». Однако Континентальный конгресс, который собрался на сессию как раз 10 мая, постановил оставить форт. Многие полагали, что захват форта вызовет немедленный ответ квебекского губернатора Карлтона, который явится к форту с большой армией. Арнольд написал массачусетскому комитету спасения, что он удивлён таким решением конгресса, потому что сдача форта открывает противнику путь на юг и вынуждает колонистов оборонять очень протяжённый фронт. Массачусетский политик Джозеф Хоули писал Уоррену, что форт надо удерживать, иначе англичане, захватив его, смогут тревожить границы колоний, и наступать на юг до самого Нью-Йорка. Они смогут раздробить колонии и захватить всю провинцию Нью-Йорк, а форт Тикондерога - единственное место, где этим планам можно противостоять. Конгресс получил множество писем от администраций Коннектикута, Массачусетса и Нью-Гемпшира с просьбой не оставлять форт, а так же множество аналогичных писем от частных лиц. Это давление заставило его принять решение об удержании форта.
И ещё до официального решения Конгресса провинции Новой Англии стали формировать роты и отправлять их в форт. Сразу встал вопрос старшинства, но Арнольду удалось добиться того, что его признали старшим по званию в форте. У него сразу появилось множество врагов, которые стали бороться против его назначения.

### Статьи
- Robert O. Bascom and James Austin Holden. THE TICONDEROGA EXPEDITION OF 1775 (англ.) // Proceedings of the New York State Historical Association. — Cornell University Press, 1910. — Vol. 9. — P. 303-389.